# 紐阿福歐島
紐阿福歐島（Niuafoʻou）是太平洋島國東加的島嶼，位於該國最北端紐阿斯群島，面積15平方公里，海拔高度260米，島上的火山口直徑4.5公里，2006年居民人口650。紐阿福歐板塊取名自該島。